# Łakomy
Łakomy (forma żeńska: Łakoma; liczba mnoga: Łakomi) – polskie nazwisko.
Na początku lat 90. XX wieku w Polsce nazwisko Łakomy nosiło 2499 mężczyzn, a nazwisko Łakoma 2101 kobiet. Według nowszych, internetowych danych liczby osób noszących to nazwisko wynoszą odpowiednio – 2961 i 2122. Nazwisko pochodzi od staropolskiego słowa łakota „łakomstwo” i jest najbardziej rozpowszechnione w południowo-zachodniej Polsce. W tym samym rejonie można znaleźć warianty pisowni Lakomy/Lakoma. Nazwisko po raz pierwszy odnotowano w Polsce w 1409 roku. Nazwisko Lakomy można znaleźć także wśród Polaków w Niemczech.

## Znane osoby noszące to nazwisko
- Albin Łakomy (1915–1994) – zawodowy podoficer Wojska Polskiego;
- Edward Łakomy (1894–1939) – major piechoty Wojska Polskiego;
- Paweł Łakomy (ur. 1975) – polski kajakarz;
- Robert Łakomy (ur. 1982) – były polski piłkarz;
- Zenon Łakomy (1951–2016) – polski piłkarz ręczny i trener.